# The Paradise Bangkok Molam International Band
The Paradise Bangkok Molam International Band is een band uit Thailand. Ze vermengen molam (een traditioneel genre uit Thailand en Laos) met moderne beats en westerse invloeden. De muziek van The Paradise Bangkok Molam International Band werd goed ontvangen en de band gaf veel optredens op Europese festivals.

## Achtergrond
Molam is een muziekgenre uit Laos en Isaan (het noordoosten van Thailand) dat al bestaat sinds de 17e eeuw. Het genre wordt ook wel ‘Thaise psychedelische folk’ genoemd. Kenmerkend voor het genre zijn antieke (tempel)instrumenten zoals de khaen (een soort mondorgel gemaakt van bamboe) en de phin, een Thaise luit. In de jaren 1970 onderging molam invloed van westerse genres als (psychedelische) rock en funk, door de vestiging van Amerikaanse legerbasissen in de regio.
In Thailand werd lange tijd neergekeken op molam-muziek. Het werd gezien als plattelandsmuziek en muziek van taxichauffeurs. Dj’s Maft Sai en Chris Menist hebben het genre opnieuw succesvol gemaakt, ook internationaal. Eerst deden ze dit door clubavonden te organiseren en compilatie-albums uit te brengen op hun eigen platenlabel. Britse platenlabels als Rough Trade en Souljazz gingen toen ook albums met molam-muziek uitbrengen, soms onder de noemer Thaise funk.
Daarna begonnen Maft Sai en Chris Menist met The Paradise Bangkok Molam International Band, een band waarin ze samenwerken met ervaren Thaise muzikanten. In deze band mengden ze traditionele molam met westerse drums en basgitaar en invloeden uit genres als dub, blues en folkrock. Het leverde muziek op die wordt omschreven als hypnotiserend en zeer dansbaar.

## Internationaal succes
De albums van The Paradise Bangkok Molam International Band werden goed ontvangen in de media. The Guardian en Songlines beoordeelden albums van The Paradise Bangkok Molam International Band met vier sterren.
Hun tweede album Planet Lam werd genomineerd voor een Songlines Music Award in de categorie Asia & South Pacific.
The Paradise Bangkok Molam International Band stond in het voorprogramma van Damon Albarn en op diverse Europese festivals en podia, waaronder Glastonbury, Sfinks, Amsterdam Roots, Festival Mundial, Houtfestival, Zomerparkfeest Venlo en Paradiso.

## Discografie
| Titel              | Jaar |
| ------------------ | ---- |
| 21st Century Molam | 2014 |
| Planet Lam         | 2016 |
| Araya Lam          | 2023 |